# دانشکده داروسازی کرمان
دانشکده داروسازی دانشگاه علوم پزشکی کرمان یکی از دانشکده‌های داروسازی ایران وابسته به دانشگاه علوم پزشکی کرمان در کرمان است.

## تاریخچه
دانشکده داروسازی کرمان در سال ۱۳۶۶ بنیانگذاری شد. هم‌اکنون ریاست این دانشکده را باقر امیرحیدری برعهده دارد.